# Кармело Імбріані
Кармело Імбріані (італ. Carmelo Imbriani, нар. 10 лютого 1976, Беневенто — пом. 15 лютого 2013, Перуджа) — італійський футболіст, що грав на позиції півзахисника. По завершенні ігрової кар'єри — тренер.
Виступав, зокрема, за клуб «Наполі».

## Ігрова кар'єра
Народився 10 лютого 1976 року в місті Беневенто. Вихованець футбольної школи клубу «Наполі». Дорослу футбольну кар'єру розпочав 1993 року в основній команді того ж клубу, в якій провів три сезони, взявши участь у 32 матчах чемпіонату. 
Згодом з 1996 по 2006 рік грав у складі команд клубів «Пістоєзе», «Казарано», «Дженоа», «Козенца», «Беневенто», «Салернітана», «Фоджа», «Беневенто» та «Катандзаро».
Завершив професійну ігрову кар'єру у клубі з рідного міста «Беневенто», у складі якого вже виступав раніше. Прийшов до команди 2006 року, захищав її кольори до припинення виступів на професійному рівні у 2009.

## Кар'єра тренера
Розпочав тренерську кар'єру відразу ж по завершенні кар'єри гравця, 2009 року, увійшовши до тренерського штабу свого останнього клубу «Беневенто», ставши головним тренером юнацької команди клубу.
2011 року став головним тренером основної команди «Беневенто», яку залишив після того, як у нього було виявлено декілька лімфом.
Згодом займався лікуванням, проте 15 лютого 2013 року на 38-му році життя помер у місті Перуджа від лейкемії.